# ديك ماير
ديك ماير (بالإنجليزية: Dick Mayer)‏ هو لاعب غولف أمريكي، ولد في 28 أغسطس 1924 في ستامفورد في الولايات المتحدة، وتوفي في 2 يونيو 1989 في بالم سبرينغس في الولايات المتحدة.

## وصلات خارجية
- ديك ماير على موقع رابطة لاعبي الغولف المحترفين (الإنجليزية)
- ديك ماير على موقع قاعة فلوريدا للمشاهير الرياضية (الإنجليزية)
- ديك ماير على موقع إن إن دي بي (الإنجليزية)